# 김질 (1422년)
김질(金礩, 1422년~1478년 2월 24일)은 조선시대 전기의 무신, 문신, 정치인이다. 사육신과 함께 단종 복위 운동에 참여했으나 실패를 예상하고 이를 고변하였다. 자(字)는 가안(可安), 호는 쌍곡(雙谷), 시호는 문정(文靖). 본관은 (구) 안동이다.
음서로 무관이 되고, 부사직(副司直)에 이르렀을 때 사가독서(賜暇讀書)를 청원하여, 특별히 허락받았다. 그 뒤 1447년 생원시에 2등으로 합격했으며 1450년(문종 즉위년) 문과에 급제하여 집현전 수찬, 사간원 우정언, 성균관 사예 등을 거쳐 1455년 성삼문(成三問)·박팽년(朴彭年) 등과 함께 단종 복위 운동에 가담했다가 여러 번 기회를 놓치고 위험을 느끼게 되자, 뜻을 바꾸어 세조에게 사육신의 거사를 알렸으며 이 공로로 1456년(세조 2) 6월 25일 판군기감사(判軍器監事)가 되고, 1455년 9월 5일 좌익공신(佐翼功臣) 3등과 1459년(세조 5) 8월 25일 상낙군(上洛君)에 봉해졌고 뒤에 부원군으로 진봉되었다.
그 뒤 평안도관찰사, 공조판서, 병조판서, 우참찬, 경상도관찰사 등을 지내고, 1468년 우의정, 좌의정이 되었다. 1468년 세조의 사망과 1469년 예종의 사망 당시에는 원상의 한사람으로 정무를 처결하였다. 그 뒤 자을산군 혈을 지지하고, 성종 즉위 직후에는 왕족 귀성군을 숙청하였다. 1471년(성종 2) 좌리공신(佐理功臣) 2등으로 상락부원군(上洛府院君)에 봉군되었다.
관직은 의정부좌의정에 이르렀고, 성종 초에 〈경국대전〉의 편참에 참여하였다. 고려의 장군 충렬공 김방경의 후손으로, 개국공신 익원공 김사형의 증손자이자 의정부 영의정을 지낸 정창손의 사위이다. 또한 강희맹의 사돈으로 강희맹의 딸은 그의 아들 김성동과 결혼했다. 세조 사후 영의정 한명회, 신숙주 등과 함께 원상(院相)세력을 형성하였으며, 원상제의 전범이 되었다. 낙풍부원군 김자점의 5대 선조이며 백범 김구의 20대 방조에 해당된다.

## 생애

### 생애 초기

#### 출생과 소년기
쌍곡 김질은 1422년 조선 개국 공신 김사형(金士衡)의 증손이며 동지중추부사 증 의정부영의정 김종숙의 아들로 태어났다.
음서제로 관직에 입문하여 충의위(忠義衛) 부사직 등을 지냈다. 그 뒤 부사직으로 재직 중 1447년(세종 29년) 식년과의 생원시에 2등으로 합격하여 생원(生員)이 되었다. 1450년 부사직으로 재직 중 휴가를 얻어 성균관에 입학, 성균관에서 수학하였다.
그가 성균관에 수학하려 하자 전례가 없어서 들어갈수 없었다. 그러나 의정부의 특별 건의로 성균관에 입학할 수 있게 되었다. 그의 성균관 수학으로부터 참상관의 성균관 수학제도가 비롯되었다는 의견도 있다.
뒤에 의정부영의정을 지낸 정창손의 딸 정씨와 결혼하였다.

#### 청년 시절
음보로 출사하여 충의위(忠義衛)가 되었으며 그 뒤 여러 벼슬을 거쳐 충의위 부사직(副司直)에 이르렀을 때 사가독서(賜暇讀書)를 청원했다가, 특별히 허락받았다. 그는 과거 급제자가 아닌데도 참상관의 자격으로 사가독서를 청하여 세종대왕이 이를 허락했다. 그가 과거 급제자가 아닌데도 사가독서를 한 일은 후일 성균관에서 참상관의 수학제도의 전례가 되었다. 그 뒤 사직(司直)으로 승진했다.
1450년(문종 즉위년) 사직(司直) 재직 중, 추장문과에 응시하여 정과로 급제, 바로 성균관주부가 되었다. 그 뒤 집현전 학사가 되었으며, 사간원우정언, 병조좌랑을 지내며 집현전 학사를 겸임하였다. 김질· 김문기은 글씨를 잘 썼고 고전에 능하였으며 지식이 해박하였다. 그 무렵 성삼문(成三問), 박팽년, 최항(崔恒), 신숙주(申叔舟), 김문기(金文起)등 몇몇 집현전 학사들과 함께 문종의 각별한 사랑과 총애를 받았다.
문종은 병세가 깊어지자 부왕 세종대왕이 그랬듯이 집현전 학사들을 불러서 어린 세자를 잘 부탁한다는 부탁을 거듭 하였다. 그러나 뒤에 그는 단종 복위 운동에 가담했다가 직전에 등을 돌리게 된다.

### 관료 생활과 정치 활동

#### 과거 급제와 관료생활 초반
그해 집현전 수찬에 뽑혔고, 병조 좌랑(兵曹佐郞)이 되었다가 1452년(문종 2) 2월 정기인사 때 승의랑(承議郞) 사간원 우정언(司諫院右正言) 등을 지냈다. 그 무렵 그는 성삼문, 최항, 신숙주, 김문기등과 함께 문종의 각별한 지우와 총애를 받았다.
그해 2월 헌납(獻納) 조원희(趙元禧)가 관직 제수의 형평성에 대한 의문을 제기하면서 승의랑(承議郞)인데도 우정언에 임명된 것을 문제삼기도 했다. 그러나 왕이 무마시켰다. 그러나 조원희의 계속된 탄핵으로 체직되었다.
1452년 다시 병조 좌랑(兵曹佐郞)이 되었다. 그해 8월 비가 내린 뒤 왕명으로 진무(鎭撫) 남육(南陸)과 함께 대행대왕(문종)의 현궁을 공사하는 역부들을 구료하게 했다.

#### 계유정난과 세조 반정
1453년(단종 2년) 이조낭관을 거쳐 1454년 8월 수양대군의 추천으로 6품에서 4품으로 특별 승진하였다. 뒤에 단종이 그를 6품에서 4품으로 특별 승진시킨 것을 수양대군에게 문제삼자 수양대군은 이를 극력 변호하였다.
| “ | 김질(金礩), 김명중(金命中), 정수충(鄭守忠) 등이 비록 6품으로서 정 4품의 직사(職事)를 제수받았으나, 신이 모두 교지를 받아 제수한 것이니, 헌부(憲府)에서 비록 서관(庶官) 을 규찰(糾察)하고, 신이 또한 교지를 받들어 백료(百寮)를 규찰한다 하여도, 어찌 그 사이에 사사로운 뜻이 있겠습니까? | ” |

이후 그는 수양대군의 심복이 되어 활약하였다. 1455년(세조 1년) 성균관 사예(成均館司藝)가 되었다.
사정전(思政殿)의 정사를 마친 뒤 술좌석에 참석하였다. 이때 집의(執義) 이예(李芮)가 술이 취하여 어탑(御榻)으로 올라가 당나라 태종(唐太宗)의 고사(故事)를 끌어서 금성대군 이유(李瑜) 등의 죄를 강력히 청하자 이를 불쾌하게 여긴 세조는 김질과 한계미(韓繼美), 박수미(朴壽彌), 김석제(金石梯)에게 술을 남용했다는 이유로 파면하였다.
그해 12월 좌익원종공신(佐翼原從功臣) 2등에 책록되었다.

#### 사육신의 난 고변
단종 폐위 이후 1456년 성삼문·박팽년·하위지·유성원· 김문기등과 함께 단종 복위운동에 가담하였으나 김질만 마음을 바꾸어, 이를 세조에게 알렸다. 1456년 성삼문 등의 단종복위운동에 김질이 가담하자, 장인 정창손은 이를 설득하였다. 김질은 거사가 성공하지 못할 줄로 알고 장인인 정창손에게 달려가 수시로 상의하였다. 그해 6월 운검 설치가 취소되면서 일이 여의치 않자 불안감을 느꼈던 김질은 전향, 이 사실을 정창손에게 알렸다.
| “ | 지금 세자가 어가(御駕)를 수행하지 않고 특별히 별운검을 세우지 않았으니, 이는 천운입니다. 먼저 거사를 고발하여 목숨을 건지는 것이 더 낫겠습니다. | ” |

김질은 장인 정창손에게 일부 집현전 학자들의 단종 복위 계획을 알리고, 정창손은 성삼문(成三問), 박팽년(朴彭年), 이개(李塏), 하위지(河緯地), 유성원(柳誠源), 김문기(金文起), 단종의 외삼촌인 권자신(權自愼), 성승 등이 가담했음을 확인하였다. 정창손은 이를 바로 세조에게 알렸다.
그해 6월 2일 김질은 의정부우찬성인 장인 정창손과 함께 궐로 찾아가 사육신의 거사를 폭로하였다. 정창손은 김질과 같이 대궐로 달려가 고변하며 '신은 실로 모르고 김질만 혼자 참여하였는데, 김질의 죄는 만번 죽어 마땅합니다.'라고 하니, 세조가 특별히 김질을 사면하였다.
그러나 그가 중간에 사육신의 고변을 밀고한 점을 들어 여러 신하가, 김질이 함께 모반하였는데 성패를 관망하다가 일이 이루어지지 못하게 되어서야 고한 것이라 하여 주살하기를 청하였으나, 세조는 듣지 않고 그를 신뢰하였다.

#### 사육신의 난 진압 직후
사육신의 거사를 고변한 공으로 판군기감사(判軍器監事)로 승진했고 세조의 각별한 신임을 받아 원종공신에서 정공신인 좌익공신(佐翼功臣) 3등으로 승급되었으며 특별히 말 한필을 선물로 받았으며 상락군(上洛君)에 봉작되었다.
9월 사육신가문의 부녀자를 하사할 때, 민보흥(閔甫興)의 아내 석비(石非), 이윤원(李潤源)의 아내 대비(大非)를 하사받았다.
1456년 10월 승정원 동부승지가 되고 11월 함길도 관찰사(咸吉道觀察使) 이인손(李仁孫)·병조 판서(兵曹判書) 홍달손(洪達孫)·좌승지(文承旨) 조석문(曹錫文)·좌부승지(左副承旨) 한계미(韓繼美)·우부승지(右副承旨) 권지(權摯)·판통례문사(判通禮門事) 이극배(李克培)를 명소(命召)하여 속로 첩목아(速魯帖木兒)와 마흥귀(馬興貴) 등이 서로 싸워서 소란을 일으킨 일에 대한 대책을 논의하였다. 12월 다시 승정원동부승지가 되고, 12월 14일 공신 대표로 명나라에 파견되었다.
1457년 1월 세자가 환구에 나가 의식을 익히는데 대동하였고, 1월말 임금이 성균관의 유생들을 시험할 때 대독관(對讀官)의 한사람으로 임명되어 시험을 주관하였다.

#### 양반에게 군역을 부과
이후 그는 세조가 주관한 활쏘기에 여러번 활을 잘 쏘아 상을 받기도 했다. 그해 세자의 병을 간호한 공로로 1자급 특진하였다. 승정원우부승지, 좌부승지, 좌승지 등을 거쳐 1458년 활을 잘 쏘았다 하여 돌솥 1개를 선물로 받았다.
1458년 1월 승정원우승지, 3월 우부승지, 10월 좌부승지, 1459년 3월 좌승지, 그해 4월 우승지가 되었다. 4월 우승지로 명나라에서 파견된 사신을 인견하였다.
1459년 4월 왕명으로 선물인 연회에 쓰이는 탁자들을 2품 이상의 대신들에게 나누어주었다., 그해 6월 다시 좌승지가 되었다. 그해 7월에는 대신들과 함께 군정의 점고를 의논하였다. 그는 변방을 약탈하는 여진족에 대한 강경 대응을 건의하는 한편 북방에 성곽을 쌓고 정병을 파견하여 미구에 있을 여진족의 침략에 대비해야 함을 역설하였다. 또한 삼남의 남해안, 동해안에도 병력을 배치하고 성곽을 개보수하여 왜구의 침입과 노략질에 방비할 것을 건의하였다.

#### 국방, 군사 활동
1459년 8월 병조참판 상락군(上洛君)이 되어 세조의 국방정책 수립에 참여하고 그 뒤 다시 상락군(上洛君)에 봉하여졌다. 그해 12월 이조판서 구치관·예조판서 홍윤성과 함께 무경(武經)과 병서(兵書), 진법 등을 강론하였다.
1460년 한명회의 처가 병이 들자 그와 임무를 교체하라는 명을 받았다.
그해 2월 평안도와 황해도의 도순찰사를 겸직하여 파견되었다. 이어 함경도의 도순찰사를 겸하고 서북면 도체찰사가 되어, 서북면 도체찰사 겸 평안, 황해, 함경도 순찰사가 되어 부임하였다. 그 해, 세조의 서쪽지방 순행 시 도체찰사 겸 평안, 황해도 도순찰사로 세조의 서북 지방 순찰을 수행하였다.
그는 세조의 병력 증강책의 추진에 앞장섰으며 그는 경상도와 전라도의 군적 순찰사(軍籍巡察使)가 되어 병역을 면제받거나 회피하는 양반과 평민들을 단속하여 군역을 부과했다. 양반이나 평민 면제자에게 군역을 부과하려는 세조의 뜻을 잘 받들고 군액(軍額)과 병력 충원에 힘써서, 한산(閑散)한 문무과(文武科) 출신과 생원(生員)·진사(進士)들도 모두 군역에 편입하였으며, 비록 심한 폐질이 있는 자라도 혹 면제되지 못하는 수가 있었는데, 그의 종사관(從事官) 양진손(梁震孫)은 더욱 각박하였으므로, 사관이 그의 졸기에 논하기를 이 때문에 "원망이 여러 곳에서 일어났다."고 하기도 하였다.
1460년 10월에는 대장으로서 각지의 병마를 점고하여 관리가 허술한 방백들을 탄핵하기도 하였다.

#### 관료 생활
1460년(세조 6년) 세조가 두 차례에 걸쳐 서도(西道)지역 순행(巡幸)을 하자, 그는 왕의 서도 순시를 위해 특별히 황해도도순찰사와 평안도도순찰사가 되고, 그해 7월 다시 병조참판이 되었다. 1461년 1월 다시 평안도도순찰사 겸 평안도관찰사로 나갔다가 2월 다시 병조참판이 되었다. 그해 5월에 평안도 도관찰사로 나갔다.
1463년 3월 공조판서로 승진하고 이후 병조판서·형조판서를 거쳐 11월 도진무(都鎭撫)가 되었다가 다시 형조판서가 되었다. 1464년 2월 우상 대장(右廂大將), 3월 다시 형조판서가 되었다.
1464년 8월 도진무(都鎭撫), 9월 형조판서, 1465년 4월 다시 병조판서, 1466년 의정부 우참찬 등을 지내고 숭정 대부(崇政大夫)로 승진하였다. 1467년 행 좌참찬(行左參贊)이 되었다가 그해 7월 겸 의금부 판사(兼義禁府判事)를 겸임하였다. 그해 경상도 관찰사가 되었다.
1468년(세조 14년) 다시 상락군에 봉해진 뒤 예종이 즉위하자 의정부 우의정에 발탁되었으며 세조의 능침을 정하는 산릉 도감 제조(右議政山陵都監提調)를 겸임하였다.
그 뒤 겸 경연 영사(兼經筵領事)를 겸하다가 곧 좌의정으로 승진했다. 이어 상락군에서 상락부원군으로 진봉되었다.
이때 세종대왕의 능침을 이장할 때 천릉 도감 제조(左議政遷陵都監提調)의 한사람으로 선발되었고, 1469년 1월 평안도 도체찰사(左議政平安道都體察使)로 다시 부임하였다. 그해 2월 다시 좌의정(右議政)에 임명되었다.
1468년 세조가 붕어하였을 때 한명회(韓明澮)·신숙주(申叔舟) 등과 함께 원상이 됐고, 1469년 예종이 죽었을 때도 한명회·신숙주와 함께 원상직을 수행하였다.
영의정 한명회, 신숙주 등과 함께 원상(院相)으로서 서정을 주관하였다. 이들 원상세력과 함께 나이 어린 예종과 성종 초기에 국정서무를 주관하여 권력공백기의 혼란을 차단하였으나, 예종 말년 자을산군의 강력한 경쟁자였던 왕족 구성군(龜城君) 이준(李浚)을 제거하고 자을산군의 즉위를 지지하였다.

### 생애 후반

#### 서적 편찬 활동
한편 그는 영의정 한명회(韓明澮), 신숙주 등과 함께 원상 세력을 형성하여 왕실을 견제하였다. 1469년 성종 즉위후 경연청영사(經筵廳領事)에 임명되고, 1470년 사옹원 제조(司饔院提調)가 되었다. 그 뒤 정치적 영향력이 큰 구성군 준(龜城君 浚)을 공격, 숙청하였다.
1471년에는 성종의 즉위를 도운 좌리공신을 서훈할 때 순성명량경제좌리공신 2등(純誠明亮經濟佐理功臣2等)으로 서훈되고 상락부원군(上洛府院君)에 봉해졌다. 성종 때는 《고려사절요》의 증보 편집, 《경국대전》의 편찬에 참여하기도 했다.
세조의 공신으로 특히 세조의 병제개편에 깊이 관여하였으며, 1465년에 병전(兵典)을 고열(考閱)하였으며, 1470년에는 이전(吏典)의 교정, 교열 작업에도 참여하였다. 성종 초반, 관료들이 사적으로 보유한 사노비들의 수를 점검하게 하여 이를 감시, 사병을 형성하는 것을 방지하게 했다. 1472년 대광 보국 숭록 대부(大匡輔國崇祿大夫) 상락 부원군(上洛府院君)이 되었다.

#### 최후
1473년 다시 사옹원 도제조(司饔院都提調)가 되었다가 1474년 소환되어 의정부우의정에 재임명되었다.
글을 잘 썼으므로 1474년 우의정으로 명나라에 의경세자를 왕으로 추존하면서 시호를 얻으러 파견되는 주문사(奏聞使)에 임명되어 북경에 다녀왔다. 의경왕(懿敬王)의 시호를 허락을 받아가지고 돌아오니, 성종은 특별히 상으로 그에게 토지와 노비를 내렸다. 법률 개정에도 참여하여 1465년에 병전(兵典)을 고열(考閱)하고, 1470년 이전(吏典)의 교정과 감수도 맡아보았다.
1477년(성종 8년) 병을 이유로 사직을 청하였으나 성종이 자신을 더 도와달라며 이를 받아들이지 않았다. 1478년(성종 9년) 2월 24일 병으로 사망하니 사망당시 향년 56세였다. 문정(文靖)의 시호가 내려졌다.

### 사후
경기도 포천군 내촌면 엄현리(현, 포천시 내촌면 엄현1리)에 안장되었다. 묘소는 엄현1리 내촌중학교 근교 야산에 소재해 있다.

## 가계
- 할아버지 : 김승(金陞)
- 아버지 : 김종숙(金宗淑, 동지중추부사 역임, 좌의정에 추증)
- 어머니 : 이씨, 이양직(李良直)의 딸
  - 형제 : 김작(金碏)
  - 형제 : 김적(金磧)
  - 형제 : 김무(金碔)
- 부인 : 정씨(鄭氏, ? - 1458년 음력 9월 5일[25])
  - 아들 : 김의동(金義童)
  - 아들 : 김예동(金禮童)
  - 아들 : 김지동(金智童, 부사 역임)
  - 아들 : 김성동(金誠童, 대사헌 역임)
    - 손자 : 김언(金漹)
    - 손자 : 김려(金濾)

  - 아들 : 김이동(金利童, 목사 역임)
- 외할아버지 : 이양직(李良直)
- 장인 : 정창손

## 관련 작품

### 드라마
- 《한명회》 (KBS2, 1994년~1994년 배우:김정훈)
- 《왕과비》 (KBS1, 1998년~2000년 배우:김경하)
- 《인수대비》 (JTBC, 2011년~2012년 배우:정현석)

## 평가와 비판
장인인 정창손의 강압을 받아 그의 사실을 고변하여 훼절하기도 하였으나 세조의 두터운 신뢰를 받았다.
김질은 풍의(風儀)가 아름답고 언론(言論)을 잘하였으며, 부모를 효성으로 섬기고 형제를 우애(友愛)로 대하였다.고 평하였다.
사신은 실록에서 그가 양반, 생원, 진사시 합격자들도 모두 군역을 부과하여 원망이 심했다고 한다. “김질의 사람됨은 기국(器局)이 관후하고, 어진이를 좋아하고 선비를 좋아해서 재상의 풍도가 있었으나, 나라를 경륜하는 것은 능한 바가 아니었다. 일찍이 하이도(下二道)의 군적 순찰사(軍籍巡察使)가 되었는데, 세조(世祖)의 뜻이 사려(師旅)를 확장하는 데 있는 것을 알고 오직 받들어 순종하여 군액(軍額)을 늘리기에만 힘써서, 한산(閑散)한 문무과(文武科) 출신과 생원(生員)·진사(進士)를 다 군열(軍列)에 편입하여 비록 심한 폐질이 있는 자라도 혹 면제되지 못하는 수가 있었으며, 종사관(從事官) 양진손(梁震孫)은 더욱 각박하였으므로, 원망이 여러 곳에서 일어났다.”는 것이다.
다른 집현전의 학사들과 함께 단종 복위 운동 거사에 참여하였으나 신숙주와 함께 세조의 편에 가담함으로써, 세조 말기 이후 정계한 사림파로부터 심한 비판을 받았다.

## 기타
무예에 재주가 있어 여러번 활쏘기 대회에서 우수한 성적을 거두어 상과 칭찬을 들었고, 무경과 병법, 진법 등을 유창하게 강론하였다.
동명이인인 효자 영모당 김질(金質)은 그의 종증손이었다.

### 김종직의 헌시
그가 우의정에 올랐을 때 점필재 김종직이 특별히 그에게 시 한수를 헌정해 주었다.

상락군의 시권에 두 수를 쓰다(書上洛君詩卷二首)

자하동 안의 나무 빛은 가을이 되었는데 紫霞洞裏樹光秋
듣자니 신선이 승류들을 회합했다 하누나 見說神仙集勝流
온 좌중의 악기 소리엔 높은 흥취가 놀랍고 四坐雲?驚逸興
한 편의 좋은 시문엔 훌륭한 계책 떨쳤어라 一篇華藻振徽猷
서로 충고하는 건 겸손하여 얻기 위함이요 相規只爲謙謙得
막역의 친구는 의당 간절함으로 구해야지 莫逆須因切切求
교우의 도리가 아직도 황각위에 남아서 友道猶存黃閣上
맑은 풍도가 경박한 자들을 부끄럽게 하도다 淸風長使薄夫羞

넓고넓은 흉금이 스스로 맑디맑아라 胸襟千頃自澄淸
재상의 자품으로 성명 시대를 만났구려 廊廟之姿値聖明
흘러내려온 기구는 부조의 업을 전하였고 滾滾箕?傳緖業
빛나는 종정에는 공훈의 이름이 새겨졌네 煌煌鍾鼎勒勳名
모래 둑의 나무 빛은 삼괴가 무성하고 沙堤樹色三槐茂
바닷가의 하늘은 팔주가 떠받치도다 海域天容八柱擎
자손을 위한 계책 이미 기반이 원대하리니 貽厥已應基址大
장마비 가져다가 창생에게 보답하소서 願將霖雨答蒼生

### 김구와의 관계
후일 대한민국 임시정부의 주석을 지낸 독립운동가 겸 정치인 백범 김구(金九)는 그의 방계 후손으로, 삼촌 김종준의 후손으로 사촌 김황의 18대손이다. 인조 때의 정승 김억령은 그의 증손이고, 김자점은 그의 5대손이다.

## 같이 보기
| - 경국대전 - 집현전 - 김사형 - 김성동 - 김자점 - 성삼문 - 신숙주 - 한명회 - 정창손 - 정인지 - 사육신 - 생육신 - 신면 - 김보지 - 김수온 - 양정 - 홍윤성 - 홍달손 | - 단종 복위 운동 - 계유정난 - 세조 반정 - 김방경 - 유응부 - 신용개 - 집현전 - 훈민정음 - 강희맹 - 김질 - 김구 - 봉석주 - 정여창 - 정인지 - 정현조 - 학조 - 한명회 - 한치인 - 한치형 | - 생육신 - 한보 - 이기 - 김시습 - 김담 - 송석충 - 박팽년 - 유성원 - 유자광 - 권람 - 최만리 - 하위지 |

## 참고 문헌
- 세조실록
- 예종실록
- 성종실록
- 대동야승
- 국조보감
- 경국대전

## 관련 서적
- 한국학중앙연구원, 《한국민족문화대백과》 (한국학중앙연구원, 1996)
- 정두희, 조선초기지배세력연구 (일조각, 1983)
- 박영규, 한권으로 읽는 조선왕조실록 (도서출판 들녘, 1996)
- 한영우, 〈王權의 確立과 制度의 完成〉국사편찬위원회, 한국사 9 (국사편찬위원회, 1981)
- 박병호, 經國大典의 編纂과 頒行〉국사편찬위원회, 한국사 9, (국사편찬위원회, 1981)